# فرهاد طافاكولي
فرهاد توكلي روزبهاني (بالإنجليزية: Farhad Tavakoli Rouzbahani؛ مواليد 14 يناير 1989) هو لاعب كرة صالات إيراني محترف، يلعب حاليًا في نادي جيتي باساندي ضمن الدوري الإيراني لكرة الصالات.

## الإنجازات

### مع المنتخب
- كأس العالم لكرة الصالات
  - المركز الثالث (مرة): 2016
- بطولة آسيا لكرة الصالات
  - البطل (مرتان): بطولة آسيا لكرة الصالات 2016 – بطولة آسيا لكرة الصالات 2018
  - الوصيف (مرة): بطولة آسيا لكرة الصالات 2014
- الألعاب الآسيوية داخل الصالات والفنون القتالية[الإنجليزية]
  - البطل (مرتان): كرة الصالات في الألعاب الآسيوية داخل الصالات والفنون القتالية 2013 – كرة الصالات في الألعاب الآسيوية داخل الصالات والفنون القتالية 2017
- غراند بري لكرة الصالات[الإنجليزية]
  - الوصيف (مرة): غراند بري لكرة الصالات 2015

### مع الأندية
- بطولة آسيا للأندية لكرة الصالات[الإنجليزية]
  - الوصيف (مرة): بطولة آسيا للأندية لكرة الصالات 2016 (نفط الوسط)
- الدوري العراقي لكرة الصالات
  - البطل (3 مرات): 2015–16 (نفط الوسط)، 2016–17 (نفط الوسط)، 2017–18 (نفط الوسط)

### الجوائز الفردية
- أفضل لاعب:
  - أفضل لاعب – بطولة آسيا للأندية لكرة الصالات 2016[3]

## وصلات خارجية
- فرهاد طافاكولي – سجل منافسات الفيفا

| مناصب رياضية     | مناصب رياضية                                   | مناصب رياضية           |
| ---------------- | ---------------------------------------------- | ---------------------- |
| سبقه وحيد شمسايي | بطولة آسيا للأندية لكرة الصالات أفضل لاعب 2016 | تبعه علي أصغر حسن زاده |